# اتحاد بین‌المللی زنان
اتحاد بین‌المللی زنان (فرانسوی: Alliance Internationale des Femmes‎) یک سازمان غیردولتی بین‌المللی است که برای ارتقای حقوق بشر زنان در سراسر جهان تلاش می‌کند. این اتحادیه در زمینه توانمندسازی، توسعه بین‌الملل و برابری جنسیتی زنان تمرکز دارد. اصول این اتحادیه بهره‌وری مساوی تمامی زنان و دوشیزگان از حقوق بشر است. این اتحادیه یکی از قدیمی‌ترین، بزرگترین و مْؤثرترین سازمانها در این زمینه است.

## تأسیس
اتحادیه بین‌المللی زنان در سال ۱۹۰۴ توسط کری چپمن کت، سوزان آنتونی، میلیسنت فاست و دیگر فمینیست‌های پیشرو در مبارزات حق رأی زنان در برلین پایه‌گذاری شد. تأکید این اتحادیه از حقوق زنان به یک محدوده گسترده حقوق بشری تغییر یافته‌است.
امروزه بیش از ۵۰ سازمان جهانشمول شامل چند صد هزار عضو به آن پیوسته‌اند. مرکز این اتحادیه در ژنو است.

## کنفرانس‌ها
- ۱۹۰۲، واشینگتن دی.سی. , اولین
- ۱۹۰۴، برلین، دومین
- ۱۹۰۶، کپنهاک، سومین
- ۱۹۰۸، آمستردام، چهارمین
- ۱۹۰۹، لندن، پنجمین
- ۱۹۱۱، استکهلم، ششمین
- ۱۹۱۳، بوداپست، هفتمین
- ۱۹۲۰، ژنو، هشتمین
- ۱۹۲۳، رم، نهمین
- ۱۹۲۶، پاریس، دهمین
- ۱۹۲۹، برلین، یازدهمین
- ۱۹۳۵، استانبول، دوازدهمین
- ۱۹۳۹، کپنهاک، سیزدهمین
- ۱۹۴۶، اینترلکان، چهاردهمین
- ۱۹۴۹، آمستردام، پانزدهمین
- ۱۹۵۲، ناپل، شانزدهمین
- ۱۹۵۵، کلمبیا، سیلان، هفدهمین
- ۱۹۵۸، آتن، هجدهمین
- ۱۹۶۱، دوبلین، نوزدهمین
- بیستمین
- ۱۹۶۷، انگلستان، بیست و یکمین
- ۱۹۷۰، کنیگشتاین، آلمان غربی، بیست و دومین
- ۱۹۷۳، دهلی نو، بیست و سومین

## روسا
- کری چپمن کت (ایالات متحده) ۱۹۰۴–۱۹۲۳
- مارگری کوربت اشبی (بریتانیا) ۱۹۲۳–۱۹۴۶
- Hanna Rydh (Sweden) 1946–1952
- استر گراف (دانمارک) ۱۹۵۲–۱۹۵۸
- Ezlynn Deraniyagala (Sri Lanka) 1958–1964
- Begum Anwar Ahmed (Pakistan) 1964–1970
- Edith Anrep (Sweden) 1970–1973
- Irène de Lipkowski (France) 1973–1979
- Olive Bloomer (UK) 1979–1989
- Alice Yotopoulos-Marangopoulos (Greece) 1989–1996
- Patricia Giles (Australia) 1996–2004
- Rosy Weiss (Austria) 2004–2010
- Lyda Verstegen (The Netherlands) 2010–2013
- Joanna Manganara (Greece) 2013–